# Jonathan T. Updegraff

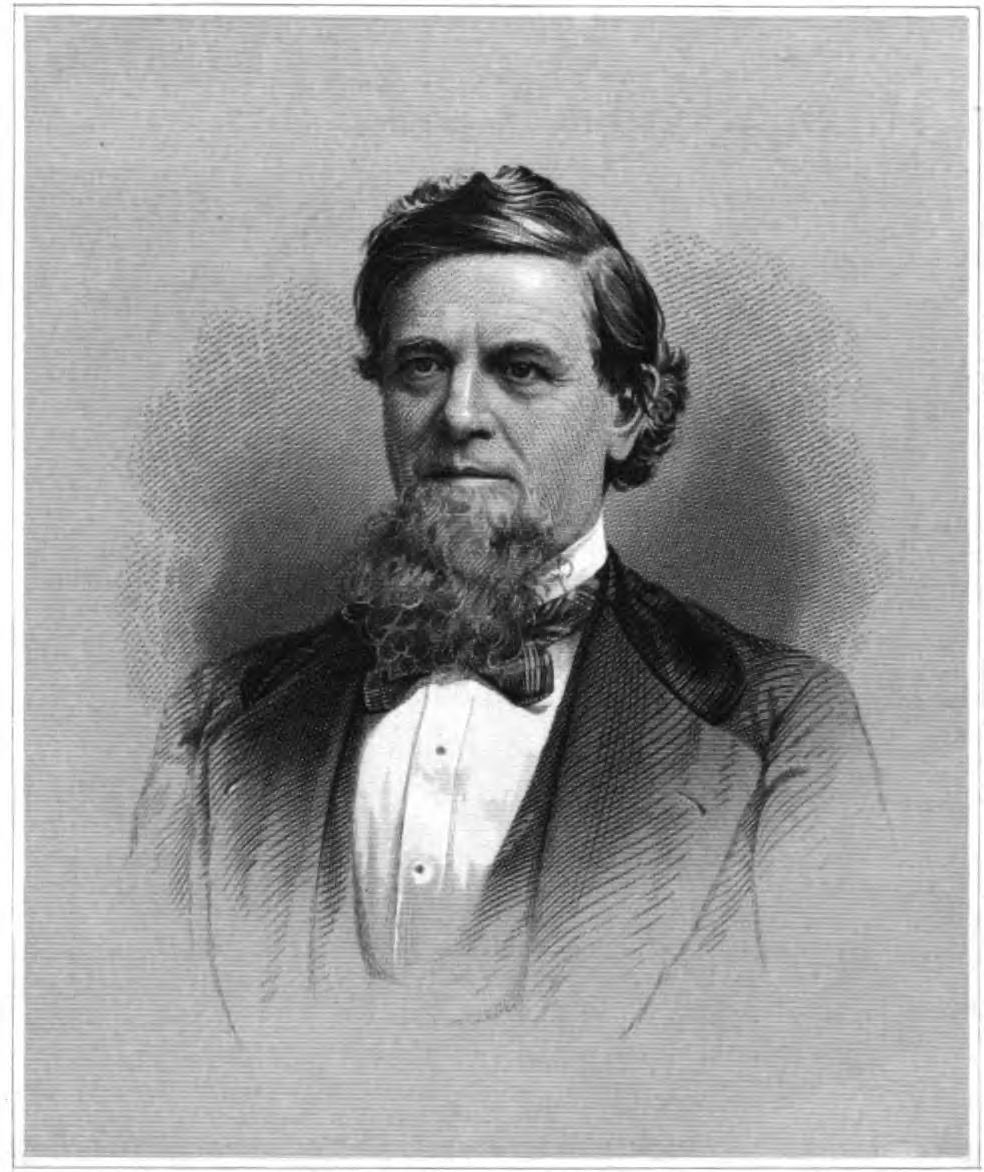
Jonathan T. Updegraff

Jonathan Taylor Updegraff (* 13. Mai 1822 in Mount Pleasant, Jefferson County, Ohio; † 30. November 1882 ebenda) war ein US-amerikanischer Politiker der Republikanischen Partei. Vom 4. März 1879 bis zu seinem Tod war er Mitglied des Repräsentantenhauses der Vereinigten Staaten für den 16. und 18. Kongressdistrikt des Bundesstaates Ohio.

## Biografie
Jonathan Updegraff war ein Nachkomme von Abraham Isacks op den Graeff, der zu den sogenannten „Original 13“, der ersten geschlossenen Gruppe deutscher Auswanderer nach Amerika gehörte. Jonathan wurde als Sohn von David Updegraff, einem Quäker-Minister, und als Enkelsohn von Nathan Updegraff, Delegierter von Ohio's first Constitutional Convention in Mount Pleasant geboren. Dort besuchte er die Schule. Anschließend studierte er Medizin. 1845 schloss er das Studium an der University of Pennsylvania ab. Daraufhin war er als Arzt tätig. Während des Amerikanischen Bürgerkrieges diente er in der US Army. Zwischen 1872 und 1873 sammelte Updegraff erste Erfahrung im politischen Geschehen, er diente im Senat von Ohio. 1872 war er ebenfalls Mitglied des Electoral College. 1876 war er Delegierter bei der Republican National Convention.
1878 wurde Updegraff erstmals für den 18. Distrikt von Ohio ins US-Repräsentantenhaus gewählt. 1880 wurde er im 18. Distrikt erneut ins House gewählt. Am 30. November 1882, während seiner 2. Amtszeit, starb Updegraff in seiner Geburtsstadt.